# X Games de Invierno 2022
Los X Games de invierno 2022, oficialmente conocidos como los X Games de Invierno XXVI, es un evento multideportivo internacional organizado por X Games que se llevó a cabo entre el 20 y el 23 de enero de 2022 en la ciudad de Aspen, Colorado, Estados Unidos.
ESPN y ABC exhibirán 13,5 horas de competencia en vivo, 7,5 horas adicionales se transmitirán en vivo en @XGames de TikTok, Instagram, YouTube, Facebook y Twitter y las 21 horas totales se transmitirán en vivo a través de la aplicación Star+.
Jamie Anderson, busca defender su doble oro en Jeep Women's Snowboard Slopestyle y Pacifico Women's Snowboard Big Air.

## Deportes
Un total de 3 deportes invernales compondrán los X Games de invierno 2022. El esquí acrobático incluirá cinco disciplinas —Big Air, Slopestyle, acrobático, SuperPipe y Knuckle Huck—. Los eventos de Snowboard serán disputados tanto en Slopestyle, big air como en SuperPipe. Además, como cada año, se realizará la 8.ª edición de los Juegos Olímpicos Unificados, una modalidad donde diez atletas con discapacidad intelectual de Olimpiadas Especiales forman duplas con snowboarders de talla mundial.
| ESQUÍ Competencia Masculina - Big Air - Big Air (Encore) - Slopestyle - SuperPipe - Knuckle Huck Competencia Femenina - Big Air - Big Air (Encore) - SuperPipe - SuperPipe (Encore) - Slopestyle - Slopestyle (Encore) | SNOWBOARD Competencia Masculina - Knuckle Huck - Knuckle Huck (Encore) - Descenso (slopestyle) - Slopestyle (encore) - Salto gigante (big air) - Trevor Kennison Big Air jump Competencia Femenina - Descenso (slopestyle) - Descenso con repetición (slopestyle encore) - Salto gigante (big air) - Supertubo (SuperPipe) - Supertubo con repetición (SuperPipe encore) | Olimpiadas Especiales Unificadas - Esquí Unificado - Snowboard Unificado |

## Participantes
| ESQUIADORES Competencia Masculina - Aaron Blunck * David Wise * Nick Goepper - Alex Ferreira * Alex Hall * Birk Irving - Colby Stevenson * Hunter Hess * Konnor Ralph - Quinn Wolferman * Keegan Kilbride * Mac Forehand - Noah Bowman * Teal Harle * Max Moffatt - Evan McEachran * Edouard Therriault * Matej Svancer - Ferdinand Dahl * Christian Nummedal * Nico Porteous - Gus Kenworthy * James Woods * Andri Ragettli - Jake Mageau Competencia Femenina - Devin Logan * Brita Sigourney * Svea Irving - Annalisa Drew * Hanna Faulhaber * Maggie Voisin - Elena Gaskell * Dillan Glennie * Megan Oldham - Mathilde Gremaud * Sarah Hoefflin * Giulia Tanno - Tess Ledeux * Antoine Adelisse * Johanne Killi - Zoe Atkin * Kelly Sildaru * Olivia Asselin | RIDERS DE SNOWBOARD Competencia Masculina - Judd Henkes * Chris Corning * Chase Blackwell - Miles Fallon * Lucas Foster * Red Gerard - Jake Canter * Dusty Henricksen * Chase Josey - Joey Okesson * Zeb Powell * Ryan Wachendorfer - Luke Winkelmann * Ayumu Hirano * Taiga Hasegawa - Mark McMorris * Max Parrot * Darcy Sharpe - Marcus Kleveland * Ståle Sandbech * Fridtjof Sæther Tischendorf - Mons Røisland * Valentino Guseli * Scotty James - Rene Rinnekangas * Sven Thorgren * Kaishu Hirano Competencia Femenina - Jamie Anderson * Hailey Langland * Julia Marino - Maddie Mastro * Laurie Blouin * Elizabeth Hosking - Queralt Castellet * Tess Coady * Zoi Sadowski-Synnott - Kurumi Imai * Haruna Matsumoto * Kokomo Murase - Miyabi Onitsuka * Ruki Tomita * Sena Tomita - Annika Morgan * Anna Gasser |

## Resumen de medalla

### Snowboard
| Evento                                   | Oro                  | Plata                       | Bronce           |
| ---------------------------------------- | -------------------- | --------------------------- | ---------------- |
| Jeep Women's Snowboard Slopestyle        | Zoi Sadowski-Synnott | Jamie Anderson              | Laurie Blouin    |
| Wendy's Snowboard Knuckle Huck*          | Marcus Kleveland     | Fridtjof Sæther Tischendorf | Dusty Henricksen |
| Monster Energy Men's Snowboard SuperPipe | Scotty James         | Ayumu Hirano                | Kaishu Hirano    |
| Jeep Men's Snowboard Slopestyle          | Mark McMorris        | Marcus Kleveland            | Sven Thorgren    |
| Pacifico Women's Snowboard Big Air       | Zoi Sadowski-Synnott | Jamie Anderson              | Miyabi Onitsuka  |
| Women's Snowboard SuperPipe              | Sena Tomita          | Queralt Castellet           | Haruna Matsumoto |
| Men's Snowboard Big Air                  | Marcus Kleveland     | Max Parrot                  | Rene Rinnekangas |

### Esquí
| Evento                      | Oro             | Plata            | Bronce          |
| --------------------------- | --------------- | ---------------- | --------------- |
| Women's Ski Big Air         | Tess Ledeux     | Megan Oldham     | Olivia Asselin  |
| Women's Ski SuperPipe*      | Kelly Sildaru   | Brita Sigourney  | Hanna Faulhaber |
| Jeep Women's Ski Slopestyle | Tess Ledeux     | Mathilde Gremaud | Megan Oldham    |
| Men's Ski Big Air           | Alex Hall       | Mac Forehand     | Teal Harle      |
| Jeep Men's Ski Slopestyle   | Andri Ragettli  | Max Moffatt      | Alex Hall       |
| Wendy's Ski Knuckle Huck    | Quinn Wolferman | Jake Mageau      | Alex Hall       |
| Men's Ski SuperPipe         | Nico Porteous   | Aaron Blunck     | David Wise      |

### Olimpiadas Especiales Unificadas
| Evento              | Oro                          | Plata                          | Bronce                           |
| ------------------- | ---------------------------- | ------------------------------ | -------------------------------- |
| Snowboard Unificado | Mons Røisland & Daina Shilts | Rene Rinnekangas & Cody Fields | Annika Morgan & Catherine Darrow |
| Esquí Unificado     | James Woods & Palmer Lyons   | Aaron Blunck & Haldan Pranger  | David Wise & Tanner Jadwin       |

## Mesa de medalla
| Núm.  | País                 | Oro | Plata | Bronce | Total |
| ----- | -------------------- | --- | ----- | ------ | ----- |
| 1     | Australia (AUS)      | 3   | 0     | 0      | 3     |
| 2     | Noruega (NOR)        | 2   | 2     | 0      | 4     |
| 3     | Japón (JPN)          | 1   | 1     | 3      | 5     |
| 4     | Canadá (CAN)         | 1   | 1     | 1      | 3     |
| 5     | Estados Unidos (USA) | 0   | 2     | 1      | 3     |
| 6     | España (ESP)         | 0   | 1     | 0      | 1     |
| 7     | Suecia (SWE)         | 0   | 0     | 1      | 1     |
| 8     | Finlandia (FIN)      | 0   | 0     | 1      | 1     |
| Total | Total                | 7   | 7     | 7      | 21    |

| Núm.  | País                 | Oro | Plata | Bronce | Total |
| ----- | -------------------- | --- | ----- | ------ | ----- |
| 1     | Estados Unidos (USA) | 2   | 4     | 4      | 10    |
| 2     | Francia (FRA)        | 2   | 0     | 0      | 2     |
| 3     | Suiza (SUI)          | 1   | 1     | 0      | 2     |
| 4     | Australia (AUS)      | 1   | 0     | 0      | 1     |
| 4     | Estonia (EST)        | 1   | 0     | 0      | 1     |
| 6     | Canadá (CAN)         | 0   | 2     | 3      | 5     |
| Total | Total                | 7   | 7     | 7      | 21    |